# الفرسان الثلاثة (مسلسل سوري)
الفرسان الثلاثة مسلسل تلفزيوني سوري من إخراج علي المؤذن وتأليف محمود الجعفروى، بطولة نخبة من الممثلين السوريين منهم أيمن زيدان وشكران مرتجى وجرجس جبارة وجمال العلي، بث أول مرة سنة 2022.

## قصة العمل
الفرسان الثلاثة هو من أعمال الكوميديا الاجتماعية يتحدث عن الصعوبات التي يواجهها الإنسان البسيط وتدور أحداثه عن ثلاثة أصدقاء تجاوزوا سن الخمسين من العمر، هم أبو عماد (أيمن زيدان) وأبو عزيز (جرجس جبارة) ومرهف (جمال العلي)، أنهكتهم الحياة في مساراتها المعقدة وضغوطاتها الشديدة، يحاولون جاهدين البحث عن حلول لأزماتهم المتعددة بطريقة كوميدية لطيفة.

## الممثلون
- أيمن زيدان
- جمال العلي
- جرجس جبارة
- شكران مرتجى
- فادى صبيح
- عبير شمس الدين
- علي كريم
- حسين عباس
- حسام عيد
- مازن عباس
- وائل زيدان
- جيانا عنيد
- مؤنس مروة
- رجاء يوسف
- غادة بشور
- همام رضا
- رامى الأحمر
- على عكروش